# آنتونی وات (بیوفیزیست)
آنتونی وات (انگلیسی: Anthony Watts؛ زادهٔ ۷ ژانویهٔ ۱۹۵۰) بیوشیمی‌دان، و پژوهشگر اهل بریتانیا است.

## افتخارات
وی همچنین برندهٔ جوایزی همچون برنامه فولبرایت شده‌است.